# Hớn Quản
Hớn Quản là một huyện thuộc tỉnh Bình Phước, Việt Nam.
Huyện được tái lập vào ngày 11 tháng 8 năm 2009 theo Nghị quyết số 35/NQ-CP của Chính phủ trên cơ sở một phần của huyện Bình Long trước đây. Huyện Hớn Quản nằm trên Quốc lộ 13 cách Chơn Thành khoảng 15 km, cách thị xã Bình Long khoảng 12 km, cách thành phố Đồng Xoài theo Quốc lộ 13 và Quốc lộ 14 khoảng 45 km. Với trục giao thông hiện có từ Hớn Quản đi Tây Nguyên và Đồng bằng sông Cửu Long rất thuận lợi.

## Địa lý
Huyện Hớn Quản có vị trí địa lý:
- Phía đông giáp huyện Phú Riềng và huyện Đồng Phú
- Phía tây giáp huyện Tân Châu, tỉnh Tây Ninh
- Phía nam giáp thị xã Chơn Thành và huyện Dầu Tiếng, tỉnh Bình Dương
- Phía bắc giáp thị xã Bình Long và huyện Lộc Ninh.

Thị xã Bình Long gần như nằm trọn trong lòng huyện

### Điều kiện tự nhiên

#### Địa hình
Là huyện có địa hình trung du phía đông huyện với nhiều đồi thấp thoải dần theo hướng bắc - nam, phía tây huyện là bán bình nguyên hình thành trên phù sa cổ có địa hình thấp và bằng phẳng hơn.

#### Khí hậu
Hớn Quản nằm trong vùng mang đặc trưng khí hậu nhiệt đới cận xích đạo gió mùa với 2 mùa rõ rệt là mùa mưa và mùa khô. Nhiệt độ bình quân trong năm cao đều và ổn định từ 25,8 - 26,2 0C. Nhìn chung sự thay đổi nhiệt độ qua các tháng không lớn, song chênh lệch nhiệt độ giữa ngày và đêm thì khá lớn, khoảng 7 - 9 °C nhất là vào các tháng mùa khô.

#### Tài nguyên thiên nhiên
Huyện Hớn Quản có tài nguyên khoáng sản phong phú như Khoáng sản sét gạch ngói, đá xây dựng, Laterit - đất phún sỏi đỏ...Huyện rất tiềm năng để phát triển kinh tế đa ngành, đa lĩnh vực nông nghiệp, công nghiệp, dịch vụ.

## Hành chính
Huyện Hớn Quản có 13 đơn vị hành chính cấp xã trực thuộc, bao gồm thị trấn Tân Khai (huyện lỵ) và 12 xã: An Khương, An Phú, Đồng Nơ, Minh Đức, Minh Tâm, Phước An, Tân Hiệp, Tân Hưng, Tân Lợi, Tân Quan, Thanh An, Thanh Bình.

## Kinh tế

### Các dự án khu công nghiệp và cụm công nghiệp, khu nông nghiệp công nghệ cao hình thành trên địa bàn huyện
• KCN Minh Đức quy mô 500ha (xã Minh Đức).
• KCN Việt Kiều quy mô 108ha (xã Thanh Bình).
• KCN Đồng Nơ (xã Đồng Nơ)
• KCN Minh Hưng Sikico (xã Đồng Nơ) quy mô 655ha
• KCN Tân Khai II (xã Đồng Nơ) quy mô 344ha
• KCN Tân Quan (xã Tân Quan)
• Cụm CN Minh Tâm ( xã Minh Tâm) quy mô 20ha
• Cụm CN Levi (TT Tân Khai) quy mô 20ha
• Cụm CN Tân Hưng (xã Tân Hưng) quy mô 20ha
• Cụm CN Thanh An (xã Thanh An) quy mô 20ha
• Cụm CN Phước An (xã Phước An) quy mô 20ha

## Lịch sử
Hớn Quản vốn là một quận của tỉnh Thủ Dầu Một dưới thời Pháp thuộc, quận lỵ đặt tại làng Tân Lập Phú.
Quận Hớn Quản được nâng cấp thành tỉnh Bình Long theo Sắc lệnh số 143-NV ngày 22 tháng 10 năm 1956 do Tổng thống Việt Nam Cộng hòa ký, chia Nam phần thành 22 tỉnh. Tỉnh lỵ tỉnh Bình Long đặt tại An Lộc, về mặt hành chính thuộc xã Tân Lập Phú, quận An Lộc (nay là khu vực trung tâm thị xã Bình Long).
Năm 1957, chính quyền cách mạng chia tỉnh Thủ Dầu Một thành 2 tỉnh Thủ Dầu Một và Bình Long, huyện Hớn Quản thuộc tỉnh Bình Long và có địa giới trùng với quận An Lộc của chính quyền Việt Nam Cộng hoà lúc bấy giờ.
Cuối năm 1972, Trung ương Cục quyết định sáp nhập hai tỉnh Bình Long và Phước Long để thành lập tỉnh Bình Phước, huyện Hớn Quản lúc này thuộc tỉnh Bình Phước.
Năm 1976, tỉnh Thủ Dầu Một, tỉnh Bình Phước và 3 xã thuộc huyện Thủ Đức hợp nhất thành tỉnh Sông Bé, huyện Hớn Quản thuộc tỉnh Sông Bé.
Năm 1977, 3 huyện Lộc Ninh, Hớn Quản và Chơn Thành hợp nhất thành huyện Bình Long.
Ngày 6 tháng 11 năm 1996, tỉnh Sông Bé được chia lại thành hai tỉnh: Bình Dương và Bình Phước, huyện Bình Long thuộc tỉnh Bình Phước mới được tái lập.
Ngày 11 tháng 8 năm 2009, huyện Hớn Quản được tái lập trên cơ sở đổi tên từ huyện Bình Long sau khi tách một phần để thành lập thị xã Bình Long, đồng thời tiếp nhận xã Tân Quan từ huyện Chơn Thành. Khi đó, huyện gồm 13 xã: An Khương, An Phú, Đồng Nơ, Minh Đức, Minh Tâm, Phước An, Tân Hiệp, Tân Hưng, Tân Khai (huyện lị), Tân Lợi, Tân Quan, Thanh An và Thanh Bình.
Ngày 1 tháng 12 năm 2018, chuyển xã Tân Khai thành thị trấn Tân Khai (thị trấn huyện lỵ huyện Hớn Quản).
Huyện Hớn Quản có 1 thị trấn và 12 xã như hiện nay.

## Nông thôn mới
Chương trình nông thôn mới còn hạn chế ở một số xã, điển hình như ở xã Tân Hưng, khu vực tổ 10 ấp Hưng Lập B chỉ cách trung tâm xã 2 km nhưng vẫn chưa có điện lưới quốc gia, chưa có đường bê tông trong xóm.

### Phát triển đô thị
• Giai đoạn 2021 - 2025
Quy hoạch thị trấn Hớn Quản thành đô thị loại IV.
Đô thị xã Tân Hưng thành đô thị loại V.
• Giai đoạn 2026 - 2030
Thành lập mới 2 đô thị bao gồm: xã Thanh An và xã Đồng Nơ.